# Caio Asínio Polião (cônsul em 40 a.C.)
Caio Asínio Polião (n. 65 a.C.–4 d.C.; em latim: Gaius Asinius Pollio) foi um político da gente Asínia da República Romana eleito cônsul em 40 a.C. com Cneu Domício Calvino. É conhecido por sua carreira como orador, poeta, autor teatral, crítico literário e, principalmente, como historiador, cuja obra, perdida, uma "História de Roma" até sua época, foi muito utilizada como fonte para as obras de Apiano e Plutarco. Polião foi ainda um patrono de Virgílio, amigo de Horácio e recebeu poemas dedicados a si de ambos.

## Carreira

### Primeiros anos
Polião nasceu em Teate Marrucinoro, a moderna cidade de Chieti, em Abruzos, na Itália central. Segundo uma inscrição, seu pai chamava-se Cneu Asínio Polião e tinha um irmão conhecido como Asínio Marrucino, conhecido por seus trotes de mau gosto, e cujo nome sugere uma origem familiar entre os marrucinos. É possível, por conta disto, que ele tenha sido neto de Hério Asínio, um plebeu que foi general dos marrucinos que lutaram ao lado dos itálicos na Guerra Social.
Polião era parte do círculo literário de Cátulo e entrou para a vida pública em 56 a.C. apoiando politicamente Lêntulo Espínter. Dois anos depois, ele próprio tentou derrubar Caio Catão, um parente distante de Catão, o Jovem que atuou em favor dos triúnviros Pompeu, Crasso e Júlio César durante seu mandato como tribuno em 56 a.C..
Catão foi defendido por Lício Calvo e Marco Emílio Escauro, mas, como os atos ilegais atribuídos a ele havia sido levados a cabo para favorecer a eleição de Pompeu e Crasso ao consulado, ele acabou absolvido.

### Carreira política

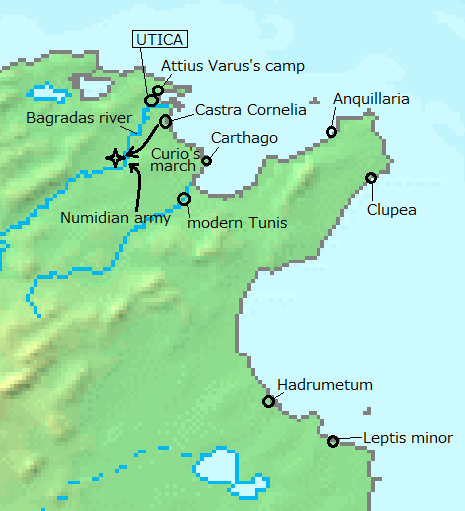
Campanha de Polião e Curião na África em 49 a.C..

Apesar de seu apoio inicial a Lúcio Espínter, durante a guerra civil entre César e Pompeu, Polião ficou do lado de César. Ele estava presente quando César decidiu atravessar o Rubicão e iniciar a guerra. Depois que Pompeu e o Senado fugiram para a Grécia, César enviou Polião para a Sicília para assumir o comando de Catão, o Jovem. Ele e Caio Escribônio Curião foram em seguida enviados para a África para enfrentar o governador da província, Públio Ácio Varo. Curião derrotou-o na Batalha de Útica mesmo depois de os africanos terem envenenado suas fontes de água potável. Curião marchou para enfrentar o aliado de Pompeu, o rei da Numídia Juba I, mas foi derrotado e morto juntamente com todos os seus homens na Batalha do rio Bagradas. Polião conseguiu recuar até Útica com uma pequena força. Ele estava presente, como legado de César, na Batalha de Farsalos e relatou que as perdas pompeianas foram 6 000 mortos.
Em 47 a.C., foi provavelmente eleito tribuno da plebe e resistiu às tentativas de um colega, Públio Cornélio Dolabela, de aprovar uma lei cancelaria todas as dívidas dos cidadãos. Contava-se na época que Dolabela o havia traído com Quíncia, sua esposa. No ano seguinte, Polião retornou para a África, desta vez com o próprio César para perseguir Catão e Metelo Cipião. Polião também acompanhou César no ano seguinte (45 a.C.) em sua campanha na Hispânia contra os filhos de Pompeu. Já de volta a Roma, provavelmente foi um dos quatorze pretores que César nomeou durante o ano, pois Veleio Patérculo o chama de "pretorius" em 44 a.C..

### Hispânia
Quando César foi assassinado, em 44 a.C., Polião liderava suas forças na Hispânia contra Sexto Pompeu, filho de Pompeu e um de seus mais destacados generais. Ele aceitou a incumbência com relutância por causa de uma inimizade pessoal com outro aliado de César, Marco Emílio Lépido, que havia sido nomeado governador da província. Polião, apesar de se manter leal à facção cesariana, se opôs a ele, anunciando, em Córdoba, que não entregaria sua província a ninguém que não tivesse uma autorização expressa do Senado. Uns poucos meses depois, seu questor, Lúcio Cornélio Balbo, fugiu de Gades com o dinheiro do salário das tropas e seguiu para a Macedônia. Polião foi, em seguida, derrotado de forma tão definitiva por Pompeu que acabou sendo obrigado a se disfarçar ainda no campo de combate para conseguir fugir.
Provavelmente não teria sido capaz de resistir em sua posição na província se a paz não tivesse sido celebrada entre Roma e Sexto Pompeu, mediada por Marco Antônio e Lépido. Sexto deixou a Hispânia e Polião assumiu o controle da província.

### Guerra Civil
Polião vacilou entre Marco Antônio e Otaviano durante guerra civil entre os dois, mas acabou apostando seu destino em Antônio. Ele, Lépido e Otaviano rapidamente se juntaram para formar o Segundo Triunvirato e, durante as sangrentas proscrições que se seguiram, o sogro de Polião, Lúcio Quíncio, foi um dos primeiros marcados para morrer. Ele fugiu de navio, mas se matou lançando-se ao mar. Na divisão das províncias, a Gália coube a Antônio, que encarregou Polião de administrar a Gália Transpadana (a porção da Gália Cisalpina entre o rio Pó e os Alpes). Quando se deu a redistribuição das terras de Mântua entre os veteranos do exército, Polião usou sua influência para evitar que a propriedade de Virgílio fosse confiscada.
Em 40 a.C., Polião ajudou a arranjar a Paz de Brundísio, pela qual Otaviano e Antônio se reconciliaram novamente depois da Campanha de Perúsia. Na mesma época, Polião foi eleito cônsul juntamente com Cneu Domício Calvino, que lhe havia sido prometido ainda em 43 a.C. pelos triúnviros. Virgílio dedicou sua famosa quarta "écloga" a Polião, mas não se sabe ao certo se Virgílio compôs o poema antes do consulado ou para celebrar seu papel na Paz de Brundísio. Assim como outros romanos, Virgílio acreditava que a paz estava próxima e esperava uma era de ouro no consulado de Polião. Porém, ele não conseguiu completar seu mandato, pois ele e seu colega foram desnomeados por Antônio e Otaviano nos anos finais do ano.
No ano seguinte, Polião liderou uma campanha vitoriosa contra os partinos, um povo ilírio que se aliara a Marco Júnio Bruto durante a guerra dos liberatores e celebrou um triufo em 25 de outubro. A oitava "écloga" de Virgílio trata de Polião durante esta campanha.
Em 31 a.C., Otaviano pediu-lhe que participasse da Batalha de Ácio contra Antônio, mas Polião, lembrando da gentileza com a qual fora tratado por Antônio, permaneceu neutro.

### Anos finais

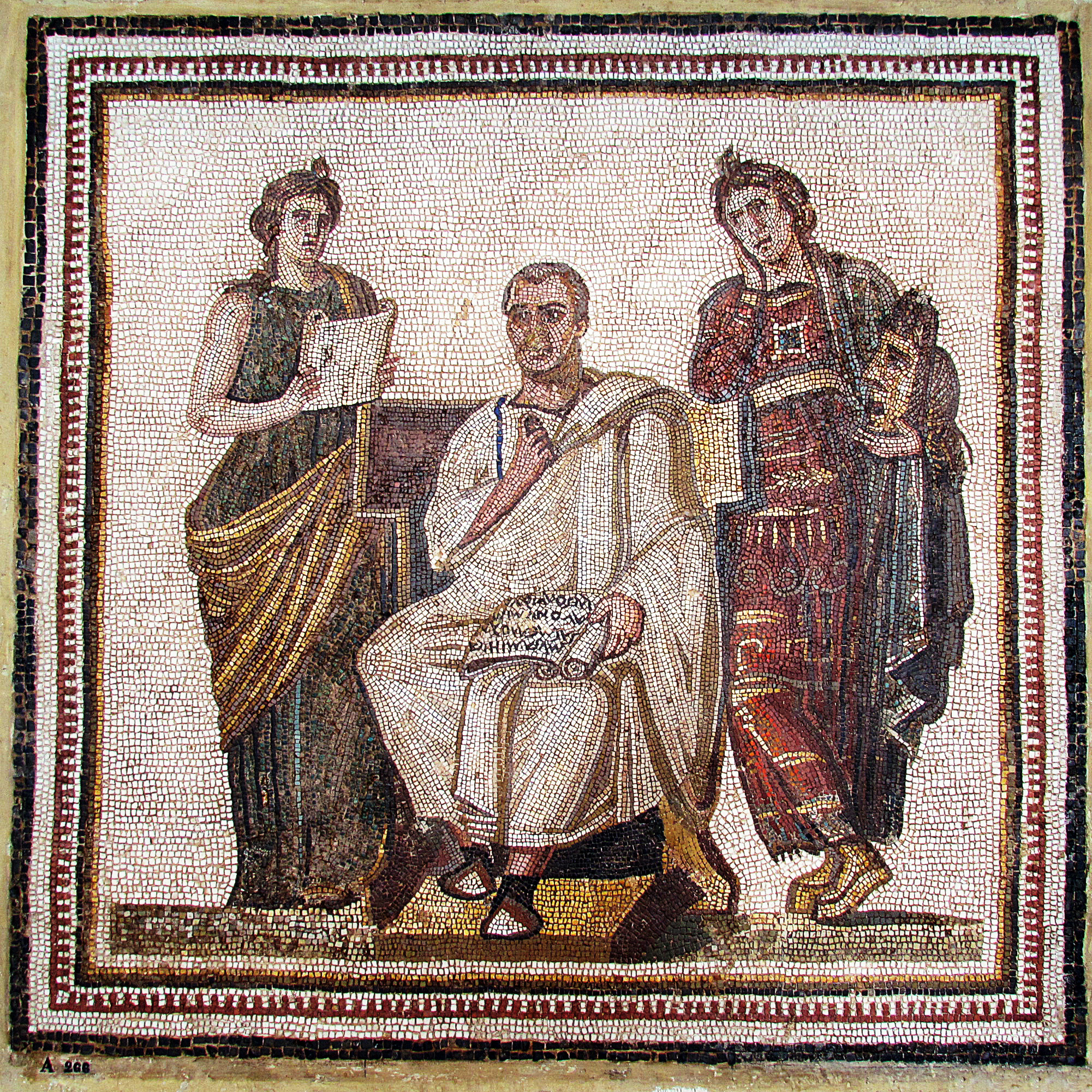
Virgílio num mosaico no Musée national du Bardo, em Túnis, na Tunísia.

Com os espólios amealhados em suas campanhas, Polião construiu a primeira biblioteca pública de Roma, no Átrio da Liberdade, reformado (ou reconstruído) por ele e adornado com estátuas dos mais celebrados escultores da época. A biblioteca tinha alas dedicadas às obras em latim e grego e sua fundação supostamente seria a realização de um desejo póstumo de César.
A biblioteca abrigava ainda uma magnífica coleção de obras de arte. Polião amava a arte helenística, inclusive seus aspectos mais "modernos" para a época, como a obra original cuja cópia ficou conhecida como "Touro Farnésio". Tanto a biblioteca quanto a galeria de arte eram abertos ao público.
Depois de seus sucessos militar e político, Polião aparentemente se retirou para uma vida privada, patrocinando escritores e escrevendo suas obras. Ele era conhecido como um severo crítico literário, que gostava dos estilos arcaicos e da pureza na escrita.
Já aposentado, Polião organizava leituras nas quais encorajava os autores a lerem sua própria obra e foi o primeiro autor romano a recitar as suas. Uma das mais dramáticas leituras nestes eventos atraiu a atenção da família imperial para Virgílio, uma leitura que ele fez da ainda inacabada "Eneida", bajulando a família imperial com sua história do lendário Enéas, que os Júlios Césares acreditavam ser o ancestral patrilinear direto da família. Por conta disto, Virgílio foi elogiado pelo próprio Augusto.
Polião provavelmente morreu em sua villa em Túsculo. Pelos relatos, ele teria se mantido alguma distância de Augusto por seu pendor fortemente republicano.

## Família
Polião casou-se com Quíncia, filha de Lúcio Quíncio, que foi executado em 43 a.C., com quem teve Caio Asínio Galo Salonino, cônsul em 8 a.C., o segundo marido de Vipsânia Agripina, filha de Marco Vipsânio Agripa, o principal aliado de Augusto, seu segundo-em-comando. Galo e Vipsânia tiveram vários filhos, entre eles Caio Asínio Polião, cônsul em 23, Marco Asínio Agripa, cônsul em 25, e Sérvio Asínio Céler, cônsul sufecto em 38. Uma de suas filhas, conhecida apenas como Asínia, casou-se com Marco Cláudio Marcelo Esernino, cônsul em 22 a.C..

## Legado
A "História Romana" de Polião, embora perdida, serviu de fonte para historiadores como Apiano e Plutarco. Por causa disto, Polião influenciou de forma significativa a percepção posterior de sua época, um momento chave na História de Roma. De acordo com o poeta Horácio, Polião acreditava que a guerra civil teria começado em 60 a.C., durante o consulado de Metelo Céler.